# دهستان قرقری
دهستان قرقری، یکی از دهستان‌های بخش قرقری شهرستان هیرمند در استان سیستان و بلوچستان ایران است. مرکز این دهستان، شهر قرقری است.

## جمعیت
بر پایه سرشماری عمومی نفوس و مسکن در سال ۱۳۹۵، جمعیت دهستان قرقری برابر با ۷٬۴۶۷ نفر بوده‌است.